# Sphingonotus uvarovi
Sphingonotus uvarovi is een rechtvleugelig insect uit de familie veldsprinkhanen (Acrididae). De wetenschappelijke naam van deze soort is voor het eerst geldig gepubliceerd in 1923 door Chopard.
1. ↑  (en) Sphingonotus uvarovi op de IUCN Red List of Threatened Species.